# Magnet Bay
Die Magnet Bay ist eine seichte, 11 km breite und 3 km lange Bucht an der Küste des ostantarktischen Kemplands. Sie liegt 14 km westlich des Kap Davis an der Nordwestseite des Edward-VIII-Plateaus.
Teilnehmer der British Australian and New Zealand Antarctic Research Expedition (1929–1931) unter der Leitung des australischen Polarforschers Douglas Mawson kartierten sie ursprünglich als größere Bucht, die vermeintlich vom Kap Davis bis zum Kap Borley reicht. Benannt ist sie nach der Schnau Magnet, auf dem der britische Robbenjäger und Entdecker Peter Kemp im Jahr 1833 unweit dieser Bucht Land gesichtet hatte. Spätere Expeditionen, insbesondere die Lars-Christensen-Expedition 1936/37, deckten auf, dass sich die Bucht weit weniger ausdehnt.